# Stanisław Gucwa
Stanisław Jan Gucwa [staˈnʲiswaf jan ˈgʊt͡ɕfa] (* 18. April 1919 in Przybysławice bei Brzesko; † 14. August 1994 in Warschau) war ein polnischer Ökonom und Politiker der Bauernparteien (SL und ZSL). Er war 1971 bis 1981 Parteichef der ZSL und 1972 bis 1985 Sejmmarschall.

## Leben
Stanisław Gucwa schloss 1936 die landwirtschaftliche Berufsschule in Wojnicz ab. Bis zum Kriegsausbruch arbeitete er in einer Bauerngenossenschaft und nahm an den Bauernprotesten 1937 teil. Im Zweiten Weltkrieg war er Partisan der Bataliony Chłopskie. Nach dem Krieg trat er 1945 in SL (1949 in die ZSL aufgegangen) ein. Er studierte bis zum Abschluss 1948 Wirtschaftswissenschaften in Warschau und nach danach absolvierte er 1949 ein Aufbaustudium in Außenwirtschaft an der Handelshochschule Warschau.
Ende der 1940er Jahre nahm Gucwa eine einfache Beamtenstelle im Bevorratungsministerium an. In den folgenden Jahren wurde er regelmäßig befördert und stieg 1957 zum Unterstaatssekretär im Landwirtschaftsministerium auf. 1968 bis 1971 war er Minister für Lebensmittelindustrie und Ankauf der Landwirtschaftserzeugnisse in den Kabinetten Cyrankiewicz und Jaroszewicz. 1971 wurde er zum Parteivorsitzenden der ZSL und zum stellvertretenden Vorsitzenden des Staatsrats (kollektives Staatsoberhaupt) gewählt. Bereits 1961 erhielt er ein Abgeordnetenmandat im Sejm und wurde nach der Wahl 1972 am 28. März Sejmmarschall (Parlamentspräsident). Diese Position behielt er drei Amtsperioden lang, bis 1985. Bereits 1981 trat er vom Parteivorsitz zurück. 1985 wurde er zum letzten Mal Abgeordneter. 1989 stellte er sich nicht mehr zur Wahl.
1974 wurde Gucwa mit dem Orden Erbauer Volkspolens ausgezeichnet.